# طالب جلوب
طالب جلوب (انگلیسی: Taleb Jaloub؛ زادهٔ ۱ ژوئیهٔ ۱۹۵۵) بازیکن فوتبال اهل عراق بود.
وی همچنین در تیم ملی فوتبال عراق بازی کرده‌است.